# デイビッド・コーク
デイビッド・ハミルトン・コーク（David Hamilton Koch、1940年5月3日 - 2019年8月23日）は、アメリカ合衆国の実業家、政治活動家、慈善家。アメリカで二番目に巨大な非公開複合企業コーク・インダストリーズの副社長で兄チャールズと共にオーナーも務めた。2018年に健康の理由で副社長から退任、2019年8月に死去。
フォーブズ誌の2019年世界長者番付では資産総額11位の505億ドル(約5兆3500億円)。NBCニュースによると、資産は424億ドル（約4兆5000億円）。